# Konstantin Tomow
Konstantin Kocew Tomow (bułg. Константин Коцев Томов, ur. 20 października 1888 w Kuninie, zm. 27 kwietnia 1935 w Sofii) – bułgarski prawnik i polityk, deputowany do Zgromadzenia Narodowego 18. (1919–1920), 19. (1920–1923) i 22 (1927–1931) kadencji, minister spraw wewnętrznych Carstwa Bułgarii (1921), minister wojny (1921–1923), deputowany do Zgromadzenia Narodowego 18., 19. i 22. kadencji.

## Życiorys
Ukończył gimnazjum w Gabrowie, a następnie studia prawnicze na uniwersytecie sofijskim. Pracował jako nauczyciel. W 1908 wstąpił do Bułgarskiego Ludowego Związku Chłopskiego (zemedelców). Brał udział w I wojnie światowej, był dowódcą plutonu w 11 pułku piechoty. W czasie wojny ukończył szkołę oficerską.
Po zakończeniu wojny był dyrektorem Bułgarskiego Banku Spółdzielczego, a także redaktorem pism chłopskich – Zemedełsko zname i Zemedełska prawda. W 1919 został wybrany po raz pierwszy deputowanym do Zgromadzenia Narodowego. W kolejnej kadencji parlamentu pełnił funkcję jego wiceprzewodniczącego. W 1921 objął stanowisko ministra spraw wewnętrznych w gabinecie Aleksandra Stambolijskiego, a następnie ministra wojny. Razem z Marko Turłakowem i Christo Manołowem, Tomow był zwolennikiem współpracy zemedelców z partiami prawicowymi, czego nie akceptował Stambolijski. Narastający kryzys w łonie rządu, pogłębiony przez spory dotyczące Macedonii doprowadził w 1923 do dymisji Tomowa. Wkrótce potem został on usunięty z partii.
Po zamachu stanu 9 czerwca 1923 Tomow wydawał gazetę Obnowa, w której krytykował politykę Stambolijskiego. Od 1926 tworzył nowe ugrupowanie wywodzące się z partii chłopskiej - BZNS Oranżew. Od 1934 związany politycznie z Aleksandrem Cankowem. Utrzymywał także bliskie relacje z dyplomatami radzieckimi w Sofii, w 1934 został prezesem bułgarsko-radzieckiej izby handlowej.